# Deinostema violacea
Deinostema violacea là một loài thực vật có hoa trong họ Mã đề. Loài này được (Maxim.) T.Yamaz. mô tả khoa học đầu tiên năm 1953.